# Freya Hoffmeister
Freya Hoffmeister (* 10. května 1964 Heikendorf) je německá podnikatelka a kajakářka. Roku 2007 obeplula s Gregem Stamerem na mořském kajaku za 33 dnů Island, čímž stanovili rychlostní rekord. Následujícího roku obeplula novozélandský Jižní ostrov a v roce 2010 Austrálii, a to sólově a bez podpory dalších lidí. Stala se vůbec první ženou, které se to podařilo, a celkově druhým člověkem. Cesta jí zabrala 332 dnů. Novinář Joe Glickman její cestu zdokumentoval v knize Fearless, vydané v roce 2012. V roce 2015 obeplula jako vůbec první osoba na kajaku jihoamerický kontinent. Cestu zahájila v Buenos Aires a první etapu zakončila po osmi měsících ve Valparaísou. Následně se na čtyři měsíce vrátila domů. Následně jela dál podél Peru, Ekvádoru a Kolumbie. Po překonání Panamského průplavu směřovala zpět na jih podél venezuelského pobřeží a druhou etapu zakončila v guyanském Georgetownu. Při třetí části dorazila zpět do Buenos Aires. Při celé expedici urazila více než 27 000 kilometrů (vzhledem k zákazu plavby na kajaku do části Panamského průplavu musela tuto část vynechat).